# Стипан Копиловић
Стипан Копиловић (Бајмок, 24. март 1887 — Бачка Топола, 19. март 1924) био је српски (буњевачки) сликар који се још потписивао као Иштван Копиловић (мађ. István Kopilovity) и Стеван Копиловић. 

## Биографија
Стипан Копиловић је рођен као седмо дете својих родитеља Феликса и Кларе (рођене Парчетић). Основну школу похађао је у Бајмоку, након чега је изучио берберски занат те је своју каријеру започео као сеоски бријач. Његове муштерије запазиле су слике које је израђивао и постављао у бријачници те препознали његов талент. С препорукама и стипендијом Калачке надбискупије, града Суботице те појединаца и имућнијих Бајмачана, Копиловић одлази у Будимпешту. Тамо је од 1900. до 1902. студирао уметничко резбарење у класи професора Густава Морелија (мађ. Gusztáv Morelli) на Државној мађарској школи за примењену уметност. Након две године Копиловић уписује графички одсек код професора Петера Халма на Баварској краљевској сликарској академији у Минхену. После боравка у Минхену враћа се у Бајмок 1904. где је добио једну школску учионицу на кориштење као атеље.
У периоду 1907/1908. радио је на осликавању цркве светих Петра и Павла у Бајмоку. Претпоставља се да је 1908. боравио у Паризу, а потом да је отпутовао у Италију (Фиренцу и Рим) са жељом да тамо настави студије. Познато је да је био уписан као студент друге године на Академији ликовних уметности у Будимпешти током академске 1908/1909. године. На јесен 1909. поново је отишао у Париз, где се у предграђу Марн ла Кокет (фр. Marnes-la-Coquette) бавио бријачким занатом. Током Првог светског рата бива рањен те у болници у Будимпешти упознаје неговатељицу Терезу, своју будућу супругу.
Стипан Копиловић је учествовао у Мађарској револуцији 1919. након које се преселио у Суботицу. У Бачкој Тополи добија посао шефа испоставе социјалног осигурања. У новој средини се 1923. повезује са члановима Друштва ликовних уметника Војводине.

## Уметничко дело
Сачувано је 27 Копиловићевих слика те четири фреске у цркви светих Петра и Павла у Бајмоку. Ове фреске је 1983. рестаурирао Душан Нонин, сликар-конзерватор Покрајинског завода за заштиту споменика. Сачуване Копиловићеве слике из 1907/1908 и једна из 1923. сведоче о његовој припадности постимпресионистичким сликарским схватањима.
Бранимир Копиловић пише да је стил Стипана Копиловића "варирао је од почетног реалистичког приступа, кориштења импресионистичког поступка и палете у зрелој фази те каснијих радова рађених у комбинацији пленеризма и експресивности. Пејзажни мотиви доминирајући су у његовом сачуваном опусу, али није му било страно ни портретно сликарство ни класичне теме". Сликао је готово искључиво у техници уља на платну, повремено на картону или дрвеној плочи, док је на зиду сликао темперним бојама.
Два рана остварења, Бајмочка црква (1896) и Бајмочка црква с плебанијом (1904) показатељ су Копиловићевог самоуког приступа где до израза долази једноставност реалистичког израза. Радови Јесен (1908), Предео код Бачке Тополе (1909) и Два јаблана (1909), показују Копиловићеву склоност пејзажном сликарству. Он је своје композиције градио снажним колоритом, широким намазима смеђе, мрке, плаве и зелене боје уз повремена проширења палете жутом те наранџастим нијансама. Густи, пастозни потези киста показују сигурну сликареву руку те јасну фокусираност у обради мотива. Платна остављају утисак једног тренутка „ухваћеног“ на платну што је у складу с импресионистичким виђењима пленеристичког сликања.
На сликама из 1923. године Копиловић додатно наглашава експресионистичку појачану упорабу колорита. Три рада под називом Приморски мотив, Мотив из приморја и Приморски градић доносе нам приказе узавреле атмосфере обалних градића. Прве две слике обележене су топлом и јарком црвеном бојом која акцентира поједине детаље, док је трећа слика одређена кориштењем хладнијих нијанси плаве и смеђе.
У Суботици је у септембру 1923. Копиловић имао своју прву и једину изложбу за живота. На Изложби суботичких ликовних уметника, које одржана у тадашњем хотелу Златно јагње (данашњи Дом војске), Копиловић је представио своје радове. Градски музеј Суботице је 1991. приредио ретроспективну изложбу Стипана Копиловића. Завичајна галерија Винко Перчић приредила је 2007. велику изложбу поводом 130 година од Копиловићевог рођења.

### Листа слика Стипана Копиловића

###### Рани радови:
- Бајмочка црква (1896);
- Бајмочка црква с плебанијом (1904).

###### Импресионистички период:
- Мотив из Баварске (1906);
- Утовар барке (око 1907);
- Пејзаж (1907);
- Пристаниште (1907);
- Барка ДЕА (1908);
- Брод на Сени (1908);
- Јесен (1908);
- Два јаблана (1909);
- Предeо код Бачке Тополе (1909).

###### Пленеризам и експресивно раздобље:
- Бајмoчки салаш (1920);
- Сеоски мотив (око 1920);
- Портрет мушкарца (око 1920);
- Глава старице (око 1920);
- Брег (око 1922);
- Обала Дунава (око 1922);
- Цвеће и шкољка (око 1922);
- Бачкотополски парк с црквом (1922);
- Бачка Топола зими (1922/1923);
- Мотив из Приморја (1923);
- Приморски градић (1923);
- Приморски мотив (1923);
- Сеоска улица (1923);
- Богородица с малим Исусом (копија, око 1923);
- Кућа (?);
- Коњска запрега (?).

###### Фреске у Жупној цркви светих Петра и Павла у Бајмоку (све рађене 1907/1908):
- Проповед на Гори;
- Исус хода по води;
- Последња вечера;
- Васкрснуће Исусово.